# Lijst van beschermd erfgoed in Belœil
Onderstaande tabel geeft een overzicht van de beschermde erfgoederen in de gemeente Belœil. Het beschermd erfgoed maakt deel uit van het cultureel erfgoed in België.
| Object                                                                    | Bouwjaar/architect | Deelgemeente | Adres                           | Coördinaten                   | Nummer?                | Afbeelding                                                                |
| ------------------------------------------------------------------------- | ------------------ | ------------ | ------------------------------- | ----------------------------- | ---------------------- | ------------------------------------------------------------------------- |
| Ensemble gevormd door het Gossartplein (site)                             |                    | Beloeil      | Square Gossart                  | 50° 32' 56" NB, 3° 43' 53" OL | 51008-CLT-0001-01 Info | Ensemble gevormd door het Gossartplein (site)                             |
| Kasteel van Belœil met bijgebouwen, brug, obelisk, paviljoenen en tempels |                    | Beloeil      | Rue de la Hunelle 9-11          | 50° 33' 7" NB, 3° 43' 43" OL  | 51008-CLT-0002-01 Info | Kasteel van Belœil met bijgebouwen, brug, obelisk, paviljoenen en tempels |
| Klassieke tuin, moestuin en Engelse tuin van het kasteel van Belœil       |                    | Beloeil      |                                 | 50° 33' 9" NB, 3° 43' 33" OL  | 51008-CLT-0004-01 Info | Klassieke tuin, moestuin en Engelse tuin van het kasteel van Belœil       |
| Groep van de Neptunusfontein, op het domein van Beloeil                   |                    | Beloeil      |                                 | 50° 32' 50" NB, 3° 43' 33" OL | 51008-CLT-0005-01 Info | Groep van de Neptunusfontein, op het domein van Beloeil                   |
| Sint-Gorikskerk                                                           |                    | Aubechies    | Rue de l'Abbaye                 | 50° 34' 27" NB, 3° 40' 35" OL | 51008-CLT-0006-01 Info | Sint-Gorikskerk                                                           |
| Sint-Pieterskerk                                                          |                    | Rameignies   | Place de Rameignies             | 50° 32' 38" NB, 3° 38' 6" OL  | 51008-CLT-0012-01 Info | Sint-Pieterskerk                                                          |
| "Mer de Sable"                                                            |                    | Stambruges   |                                 | 50° 29' 53" NB, 3° 43' 9" OL  | 51008-CLT-0015-01 Info | "Mer de Sable"                                                            |
| Windmolen van Wadelincourt                                                |                    | Wadelincourt | achter rue de Basècles 25       | 50° 32' 11" NB, 3° 39' 13" OL | 51008-CLT-0016-01 Info | Windmolen van Wadelincourt                                                |
| Kasteel Daudergnies: gevels en daken                                      |                    | Basècles     | Rue Jean-Baptiste Daudergnies 5 | 50° 31' 49" NB, 3° 38' 52" OL | 51008-CLT-0017-01 Info | Kasteel Daudergnies: gevels en daken                                      |
| Gebouw, palend aan de Sint-Gorikskerk                                     | 1778               | Aubechies    | Place d'Aubechies 1             | 50° 34' 28" NB, 3° 40' 35" OL | 51008-CLT-0018-01 Info |                                                                           |